# Scuola di Santa Maria della Misericordia (Velence)
A Scuola di Santa Maria della Misericordia céhes iskola és templomi épület Velence történelmi belvárosában, a Cannaregio negyedben.
A nagy területen elhelyezkedő építmény a Rio della Sensa és a Canale della Misericordia csatornák találkozásánál, a Fondamenta dell’Abbazia utcájában áll.
A templom a X. századból, míg a scuola maga a XIII. századból származik. A mai templomhomlokzatot 1659-ben hozták létre, mégis megőrizte XV. századra utaló stílusjegyeit.
A scuola mai székhelye a Rio dell Sensa túloldalán, 1583-ban keletkezett, Jacopo Sansovino mester munkája, ám befejezetlen maradt. Kivitelezését a megnövekvő létszám tette szükségessé.

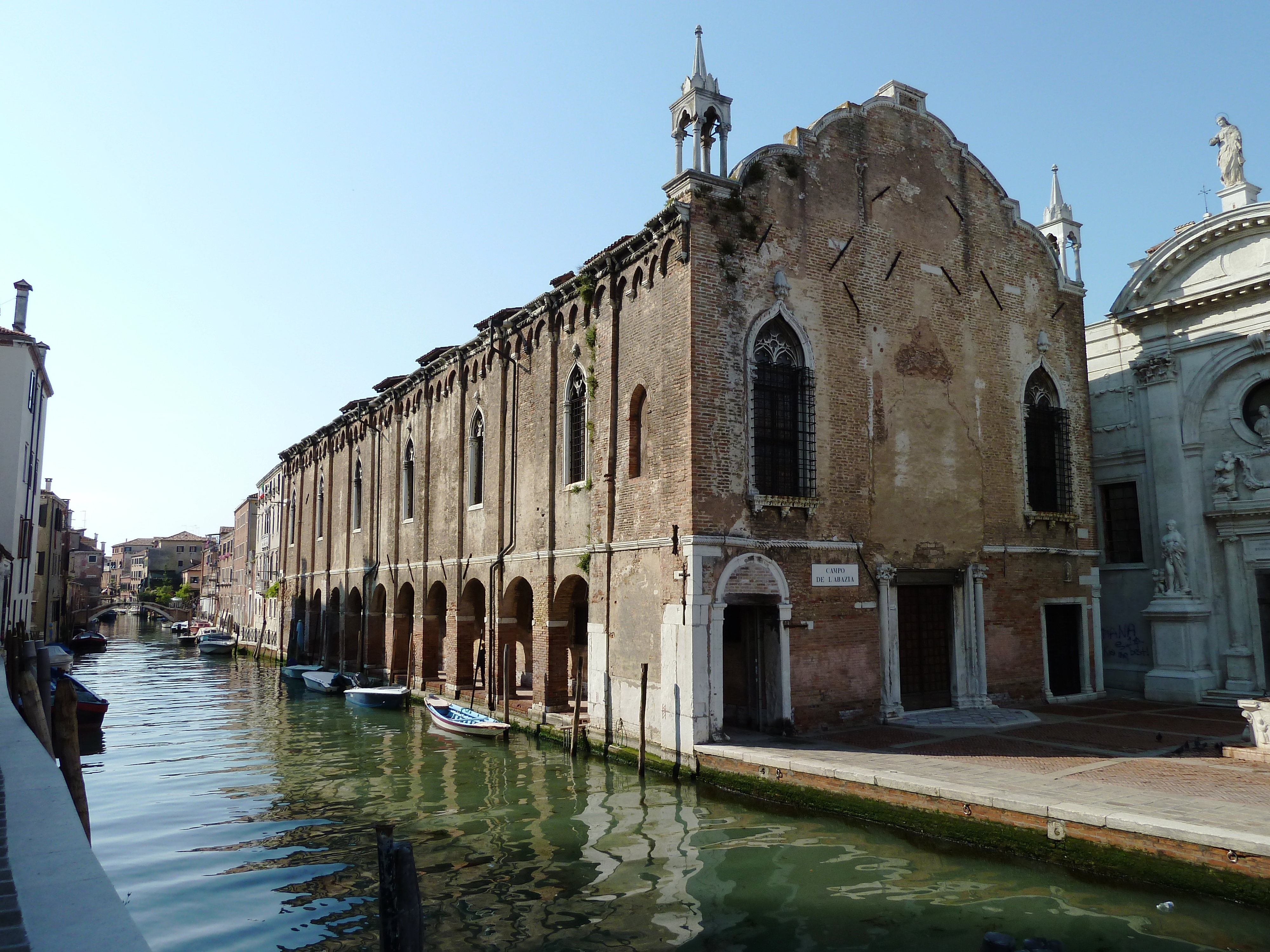
Scuola vecchia
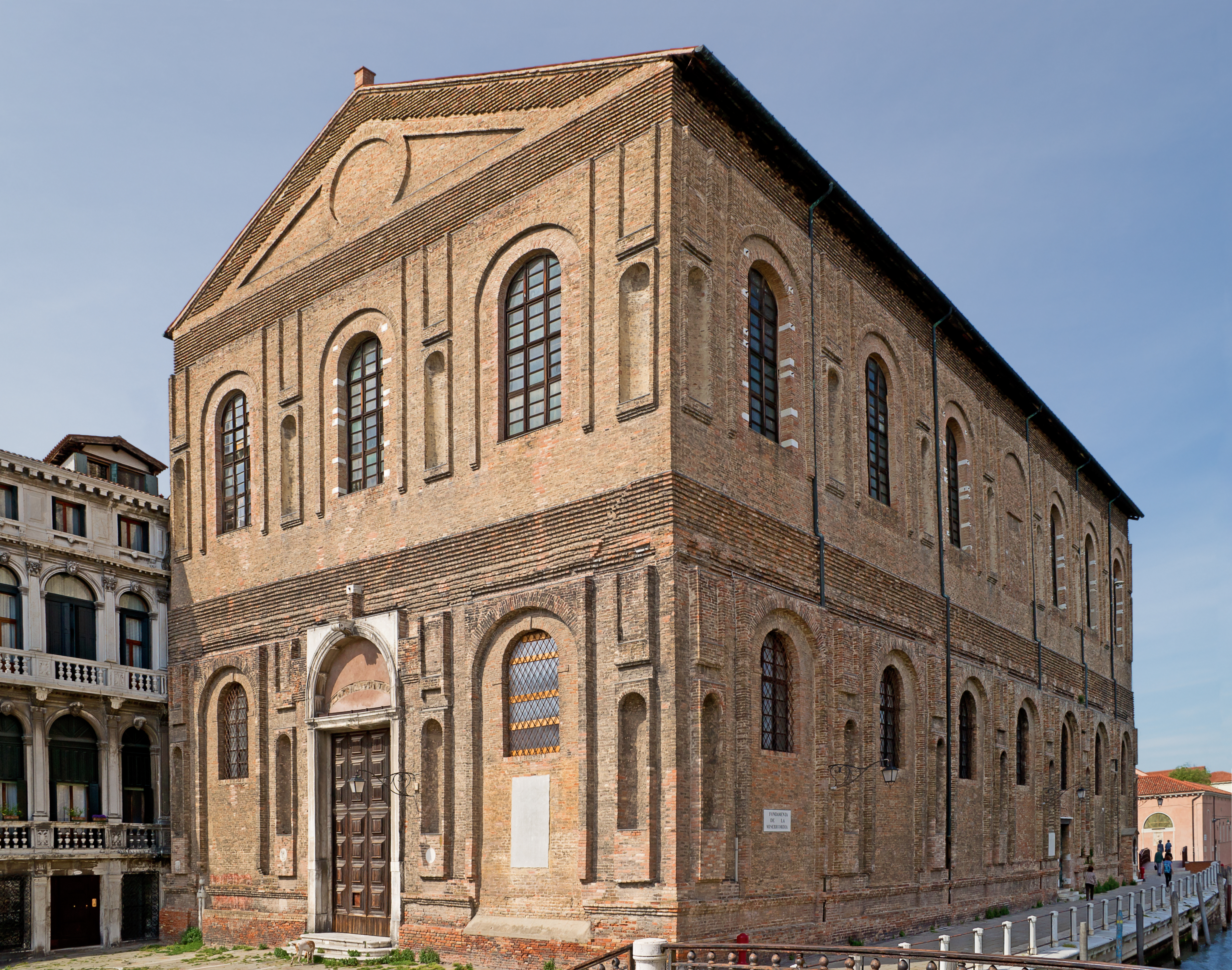
Scuola nuova della Misericordia
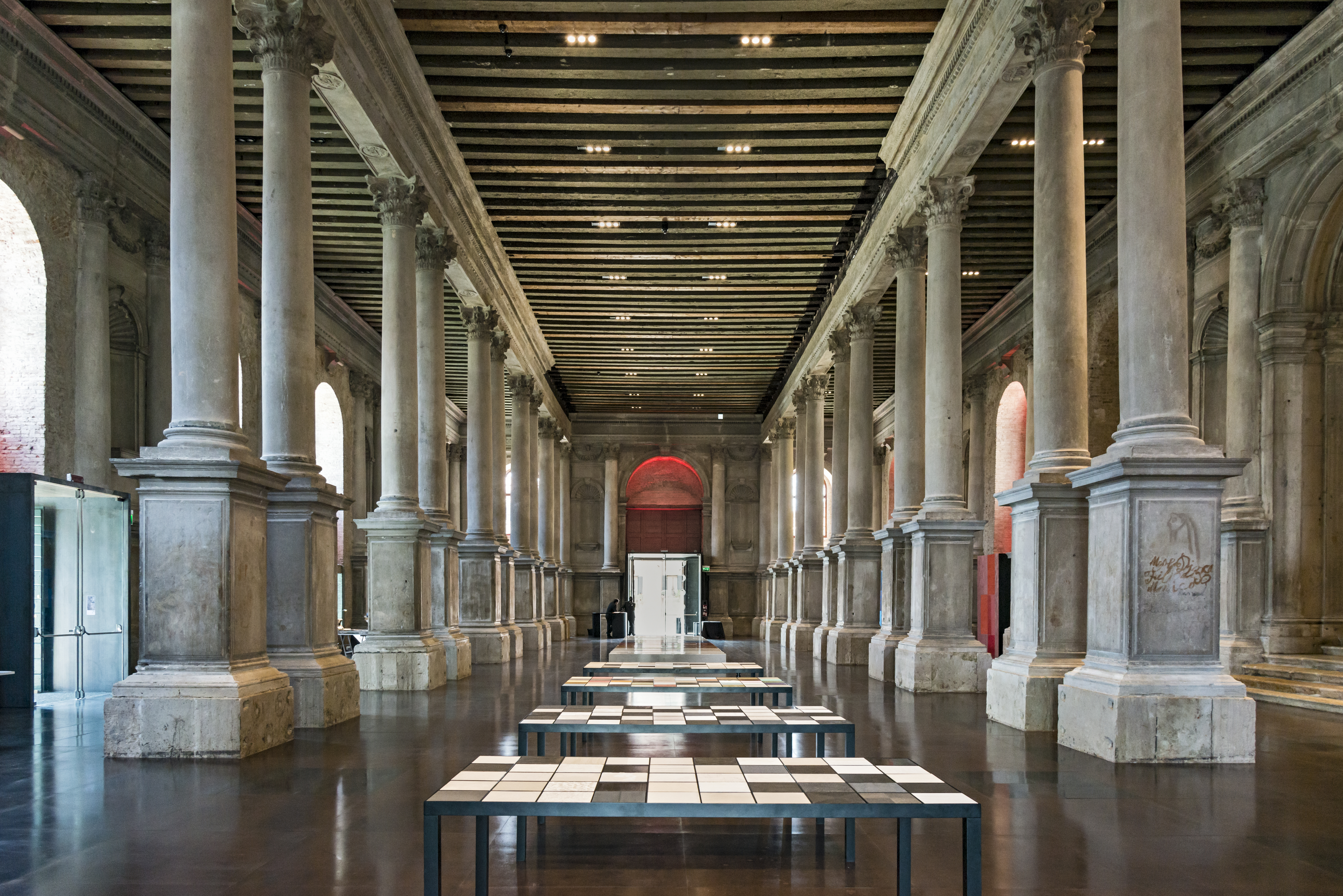
Az iskola belsejében
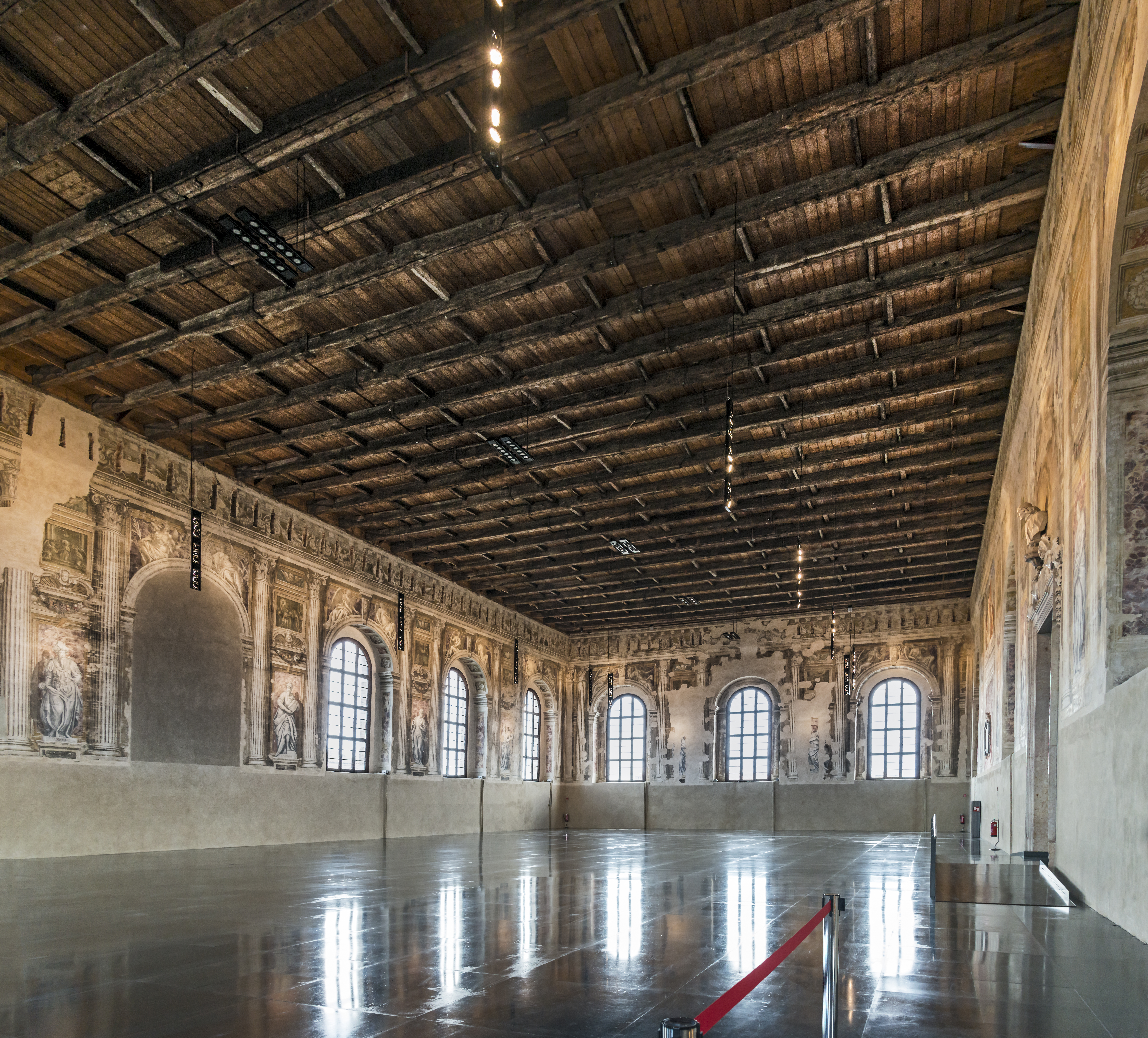
A koncertterem

## További scuolák Velencében
A városban hat nagyobb céhes intézmény működött a XVI. század folyamán:
- Scuola Grande di San Teodoro - alapítása: 1258;
- Scuola Grande di Santa Maria della Carità - alapítása: 1260;
- Scuola Grande di San Marco - alapítása: 1261;
- Scuola Grande di San Giovanni Evangelista - alapítása: 1261;
- Scuola di Santa Maria della Misericordia - alapítása: 1478;
- Scuola Grande di San Rocco - alapítása: 1478.